# True Life
True Life  es una serie documental de MTV que se estrenó el 24 de marzo de 1998. Cada episodio sigue un tema en particular, como la adicción a la heroína en el primer episodio, "Fatal Dose". La demostración se creó siguiendo una serie de sujetos por un equipo de cámaras a través de una cierta parte de sus vidas.

## Episodios

### Primera Temporada (1998)
- "Fatal Dose" (24-03-1998)
- "No Money, Mo' Problems" (07-04-1998)
- "Freaknik" (14-04-1998)
- "POV: Road Trip" (28-4-1998)
- "I'm a Porn Star" (7-10-1998)
- "Matthew's Murder" (11-11-1998)
- "It Could Be You" (01-12-1998)

### Segunda Temporada (1999-2000)
- "I'm a Pro Wrestler" (16-8-1999)
- "I'm a Hacker" (13-10-1999)
- "I Need Sex Rx" (20-10-1999)
- "I Am Driving While Black" (27-10-1999)
- "I'm a Model" (24-11-1999)
- "I'm a Football Hero" (19-1-2000)
- "I'm on Crystal Meth" (9-2-2000)
- "I'm a Star At Sundance" (16-2-2000)
- "I'm the Youngest Tycoon in the World" (23-2-2000)
- "I'm a Comic" (1-3-2000)
- "I'm On The Runway" (8-3-2000)
- "I'm Horny in Miami" (15-3-2000)
- "I'm Going To Mardi Gras" (29-3-2000)
- "I Live in a Brothel" (5-4-2000)
- "The Travelers" (19-4-2000)

### Tercera Temporada (2000-2003)
- "I'm on Ecstasy" (11-30-2000)
- "I'm a Backyard Wrestler" (12-3-2000)
- "I'm an NFL rookie" (1-17-2001)
- "I Drive Race Cars" (4-3-2001)
- "I'm a Cheerleader" (4-10-2001)
- "I'm a Beauty Queen" (4-17-2001)
- "I Can't Breathe" (11-14-01)
- "The Aftermath of Terror" (1-2-2002)
- "I'm a Private Wrestler" (1-6-2002)
- "I'm a True Life VIP" (1-8-2002)
- "I'm Getting Plastic Surgery" (2-7-2002)
- "I'm Coming Out" (6-27-2002)
- "I Have Embarrassing Parents" (7-11-2002)
- "I'm in Therapy" (7-18-2002)
- "I'm Getting Married" (9-21-2002)
- "I'm Going to Fat Camp" (12-7-2002)
- "I'm a Heisman Trophy Candidate" (12-22-2002)
- "I'm Getting Breast Implants" (12-29-2002)
- "Sex2k" (1-5-2003)

### Cuarta Temporada (2003-2004)
- "I Was Famous for 15 Minutes" (2-1-2003)
- "I Have a Phobia" (2-6-2003)
- "I'm Adopted" (2-13-2003)
- "I've Got Baby Mama Drama" (2-20-2003)
- "I Live in the Terror Zone" (2-27-2003)
- "I'm a Binge Drinker" (3-6-2003)
- "I'm a Gamer" (3-13-2003)
- "I'm a College Baller" (3-20-2003)
- "I'm Breaking Up" (3-27-2003)
- "I Have an Eating Disorder" (4-3-2003)
- "I'm Shipping Out" (4-10-2003)
- "School's Out: The Life of a Gay High School in Texas" (4-17-2003)
- "I'm Wasted" (4-24-2003)
- "I'm Going to the Prom" (5-1-2003)
- "First Year" (6-12-2003)
- "I'm a Fanatic" (7-10-2003)
- "I'm A High School Senior" (Bayonne, NJ High School and Long Beach, NY High School) (7-10-2003)
- "I'm in a Wheelchair" (7-17-2003)
- "I'm a Neglected Girlfriend" (7-24-2003) Final episode with Teresa Mae
- "I'm Getting Divorced" (7-31-2003)
- "I Want the Perfect Body" (8-7-2003)
- "I'm Obsessed with My Dog" (8-14-2003)
- "I'm a Street Racer" (9-4-2003)
- "I Live with My Parents" (9-18-2003)
- "I'm a Girlfriend" (Boyfriend)" (9-25-2003)
- "I'm an Urban Cheerleader" (10-2-2003)
- "I'm Hooked on OxyContin" (10-16-2003)
- "I'm a Little Person" (10-23-2003)
- "I Have a Friend with Benefits" (11-6-2003)
- "I'm a Clubber" (11-13-2003)
- "I Have a Summer Share" (11-20-2003)
- "I'm in the System" (1-15-2004)
- "I'm an Identical Twin" (1-22-2004)
- "I'm a Big Wave Surfer" (1-29-2004)
- "I Live in Iraq" (2-5-2004)
- "I'm on Adderall" (2-19-2003)

### Quinta Temporada (2004)
- "I'm Gay and I'm Getting Married" (6/24/2004)
- "I'm Obese" (7/1/2004)
- "I'm Surviving High School" (7/8/2004)
- "I Live a Double Life" (7/15/2004)
- "I'm a Muay Thai Fighter" (7/22/2004)
- "I'm in an Interracial Relationship" (7/29/2004)
- "I'll Do Anything for Money" (8/12/2004)
- "I Live to Ride" (8/19/2004)

### Sexta Temporada (2004)
- "I'm Backpacking Through Europe" (07/10/2004)
- "I'm a Jersey Shore Girl" (14/10/2004)
- "I'm Rallying to L.A." (21/10/2004)

### Séptima Temporada (2005)
- "I'm on a Diet" (10/05/2005)
- "I'm Dead Broke" (02/06/2005)
- "I'm Moving Back in with My Parents" (06/16/2005)
- "I'm Coming Home From Iraq" (06/23/2005)
- "I Want the Perfect Body II" (07/07/2005)
- "I'm a Battle Rapper" (07/14/2005)
- "I'm a Professional Gamer" (11/20/2005)

### Octava Temporada (2005-2006)
- "I'm Jealous" (12-15-2005)
- "I Have Obsessive Compulsive Disorder" (12-22-2005)
- "I'm a Gun Owner" (12-29-2005)
- "I'm Moving to NY" (1-5-2006)
- "I'm on Steroids" (1-12-2006)
- "I Live on the Edge" (1-19-2006)
- "I'm a Sumo Wrestler" (01-26-2006)
- "I'm a Competitive eater" (3-15-2006)
- "I'm on Trial by Fire" (3-22-2006)
- "I'm a Reality TV Star" (3-29-2006)
- "I'm Getting My Big Break" (5-4-2006)
- "I Don't Fit In" (5-11-2006)
- "I'm Returning to the Gulf Coast" (8-29-2006) – Kristin Bourne is "Kristin 22 from LAKEVIEW
- "I'm Addicted to Crystal Meth" (10-3-2006)
- "I Have Tourette's Syndrome" (10-10-2006)
- "I'm a Staten Island Girl" (10-17-2006)
- "I'm a Civilian Again" (10-24-2006)
- "I'm Jealous of My Sibling" (11-7-2006)
- "I'm Moving to Vegas" (11-14-2006)

### Novena Temporada (2006-2013)
- "I'm Out" (11/21/2006)
- "I'm On Vacation" (11/28/2006)
- "I'm in an Interfaith Relationship" (1/9/2007)
- "I'm Stepping" (2/18/2007)
- "I'm In Debt" (2/25/2007)
- "I'm Dating Someone Older" (3/1/2007)
- "I'm a Genius" (3/8/2007)
- "I Have Autism" (3/15/2007)
- "I Self-Injure" (3/22/2007)
- "I am Celibate" (07/25/2007)
- "I Live on the Border" (9/29/2007)
- "I'm in a Long Distance Relationship" (9/27/2007)
- "This is Me Now" (9/29/2007)
- "I'm the New Kid in Town" (11/04/2007)
- "I'm Supporting My Family" (11/04/2007)
- "I Stutter" (11/04/2007)
- "I'm Pregnant" (11/12/2007)
- "I'm Having a Summer Romance" (11/19/2007)
- "I Live In The Projects" (12/1/2007)
- "I'm Going To Rehab" (12/1/2007)
- "I'm Looking for my Father" (12/1/2007)
- "I'm in an Arranged Marriage" (12/7/2007)
- "I'm an Alcoholic" (1/5/2008)
- "I'm the Black Sheep" (1/5/2008)
- "I Panic" (1/5/2008)
- "I'm Getting Out of Prison" (1/14/2008)
- "I'm Happy to be Fat" (01/21/2008)
- "I'm Coming to America" (02/02/2008)
- "I Need Anger Management" (02/02/2008)
- "I Have a Husband In Iraq" (02/02/2008)
- "I work in the Sex Industry" (02/27/2008)
- "A Map for Saturday" (3/1/2008)
- "I'm Going to Fashion Week" (4/5/2008)
- "I'm under Peer Pressure" (4/5/2008)
- "I'm a Southern Belle" (4/5/2008)
- "I Have Embarrassing Parents 2" (05/15/2008)
- "I Have Schizophrenia" (05/22/2008)
- "I Live Another Life On the Web" (05/29/2008)
- "I'm a Compulsive Shopper" (7/20/08)
- "I'm Deaf" (7/20/08)
- "I Don't Trust My Partner" (8/3/08)
- "I Can't Stay Thin" (8/3/08)
- "I'm Graduating High School" (8/20/08)
- "I'm Looking For My Mother" (9/13/08)
- "I Have Acne" (9/13/08)
- "I'm a Single Parent" (10/05/08)
- "I'm a Mixed Martial Artist" (10/05/08)
- "I'm Living Off The Grid" (10/05/08)
- "I'm Getting Married 2" (10/30/2008)
- "I Have a Summer Share 2" (11/01/2008)
- "I'm Competitive with My Best Friend" (12/06/2008)
- "I'm in a Love Triangle" (11/26/2008)
- "Camp'd Out: I'm Going to Rock Camp" (1/3/2009)
- "I Have Post Traumatic Stress Disorder" (1/07/2009)
- "I'm Addicted To Meds" (1/14/2009)
- "I'm Nuyorican" (1/25/2009)
- "I'm a College Freshman" (1/31/09)
- "I Can't Sleep" (2/01/2009)
- "I'm a High School Freshman" (3/14/2009)
- "I'm Placing My Baby for Adoption" (3/21/2009)
- "I'm Eloping" (3/21/2009)
- "I'm Addicted to Porn" (3/28/09)
- "Camp'd Out: I'm Going to Performing Arts Camp" (4/25/2009)
- "I'm Uncomfortable With My New Body" (5/2/2009)
- "I Don't Like My Small Breasts" (5/2/2009)
- "I'm Losing My Hair" (5/2/2009)
- "I'm Stuck At Home" (5/16/2009)
- "I'm Looking For My Sibling" (5/21/2009)
- "I'm Bisexual" (6/6/2009)
- "I Don't Like My Large Breasts" (6/6/2009)
- "I'm Having Twins" (6/25/2009)
- "Best and Worst Moments" (7/25/2009)
- "I'm Ending My Marriage" (8/31/2009)
- "I Hate My Tattoos" (9/07/2009)
- "I'm Polyamorous" (9/14/2009)
- "I'm Changing My Sex" (9/19/2009)
- "I'm a Fanboy" (9/19/2009)
- "I'm a Sports Fanatic" (9/19/2009)
- "I'm Rehabbing My Injury" (9/19/2009)
- "The True Adventures of True Life: 200th Episode" (9/23/2009)
- "I Can No Longer Afford My Lifestyle" (10/19/09)
- "I'm Clashing With My Parents" (11/15/09)
- "I Have Broke Parents" (11/15/09)
- "I'm Homeless" (11/15/09)
- "I Can't Leave My Boyfriend" (11/16/09)
- "I'm Homeschooled" (1/9/10)
- "I'm a Gambler" (1/9/10)
- "I'm Addicted to Video Games" (1/25/10)
- "I'm at a Crossroads in my Relationship" (2/1/2010)
- "I'm Ex Amish" (8/3/2010)
- "I Need a Transplant" (3/15/2010)
- "I Have Digital Drama" (3/22/2010)
- "I Have a Parent in Prison" (3/29/2010)
- "I'm Relocating for Love" (4/5/2010)
- "I Have Neurofibromatosis" (4/12/2010)
- "I Hate My Face" (4/19/2010)
- "I'm Hustling in the Hamptons" (4/26/2010)
- "I Have a Traumatic Brain Injury" (5/3/2010)
- "I Hate My Plastic Surgery" (5/10/2010)
- "I'm a Newlywed" (5/17/2010)
- "Resist the Power! Saudi Arabia" (5/24/2010)
- "I Can't Have Sex" (12/6/2010)
- "I Have a Paranormal Ability" (12/13/2010)
- "I'm an Albino" (12/20/2010)
- "I'm Addicted to Food" (12/27/2010)
- "I Have a Fetish" (1/3/2011)
- "True Life Goes On: Where Are Your Favorites Now?" (1/10/2011)
- "The Theriot Family: The Riot in the Bayou" (2/24/2011)
- "I'm Too Young For My Boyfriend" (4/11/11)
- "I Have Too Many Siblings" (4/19/11)
- "I'm Passing As Someone I'm Not" (4/27/11)
- "I Have an Embarrassing Medical Condition" (5/3/11)
- "I'm Going To Skatopia" (5/9/11)
- "I Hate My Roommate" (6/23/2011)
- "I'm Allergic To Everything" (6/23/2011)
- "I Can't Get Over My First Love" (6/30/2011)
- "I'm The Big Girl" (6/30/2011)
- "I'm Being Sent Away By My Parents" (7/7/2011)
- "I'm a Sugar Baby" (7/14/2011)
- "I Want To Be Straight" (7/14/2011)
- "I'm in the Marijuana Business" (7/21/2011)
- "I Have Narcolepsy" (10/18/2011)
- "I'm a Textaholic" (10/18/2011)
- "I Have a Hot Mom" (10/25/2011)
- "I"m Addicted To Exercise" (11/01/2011)
- "I'm Losing My Sight" (11/05/2011)
- "I'm Being Cut Off By My Parents" (11/05/2011)
- "I'm Occupying Wall Street" (11/05/2011)
- "The Theriot Family: The Riot in the Bayou Part 2" (12/28/2011)
- "On the Mat" (1/04/2012)
- "I Can't Please My Parents" (1/11/2012)
- "I'm A Chubby Chaser" (1/11/2012)
- "I'm A Sex Offender" (1/18/2012)
- "I Have Diabetes" (1/18/2012)
- "I'm Addicted to Sex" (4/10/2012)
- "I Live With My Ex" (4/15/2012)
- "I"m Supporting My Man" (4/15/2012)
- "I Have Orthorexia Nervosa" (4/15/2012)
- "I'm Getting A Second Chance" (4/15/2012)
- "I'm Breaking Up With My Best Friend" (5/22/2012)
- "I"m Addicted to Marijuana" (14/6/2012)
- "I'm Working My Way Out Of Poverty" (16/6/2012)
- "I'm Addicted to Caffeine" (16/6/2012)
- "I Have A New Step Parent" (16/6/2012)
- "I'm Working For My Parents" (22/8/2012)
- "I Work With My Ex" (29/8/2012)
- "I'm Giving My Boyfriend an Ultimatum" (04/9/2012)
- "I'm a Boxer in Detroit" (6/10/12)
- "I Have A Strange Habit" (6/10/12)
- "I Hate My Hair" (6/10/12)
- "I'm Addicted To Heroin" (6/10/12)
- "I'm Coming Out 2" (10/10/12)
- "Greatest Moments Ever" (19/1/2013)
- "I'm Getting Unusual Plastic Surgery" (19/1/2013)
- "I'm A Bridesmaid" (19/1/2013)
- "I'm A Surrogate" (19/1/2013)
- "I Can't Control My Pet" (19/1/2013)
- "I Hate The Government" (19/1/2013)
- "I Have a High Maintenance Girlfriend" (3/5/2013)
- "I'm Addicted to Tanning" (27/3/2013)
- "I'm Questioning My Gender Again" (3/4/2013)
- "I'm Living In My Sibling's Shadow" (10/4/2013)